# Centro Carabinieri Addestramento Alpino
Il Centro Carabinieri Addestramento Alpino (fino al 1968 Scuola Alpina Carabinieri) è un istituto d'istruzione militare appartenente all'Arma dei Carabinieri con sede a Selva di Val Gardena preposto alla formazione e all'aggiornamento dei carabinieri sciatori e rocciatori da assegnare al Soccorso Alpino dell'Arma dei Carabinieri, ai reggimenti della 2ª Brigata mobile carabinieri e degli squadroni eliportati Carabinieri cacciatori nonché del personale del Comando unità forestali, ambientali e agroalimentari addetto al servizio Meteomont.

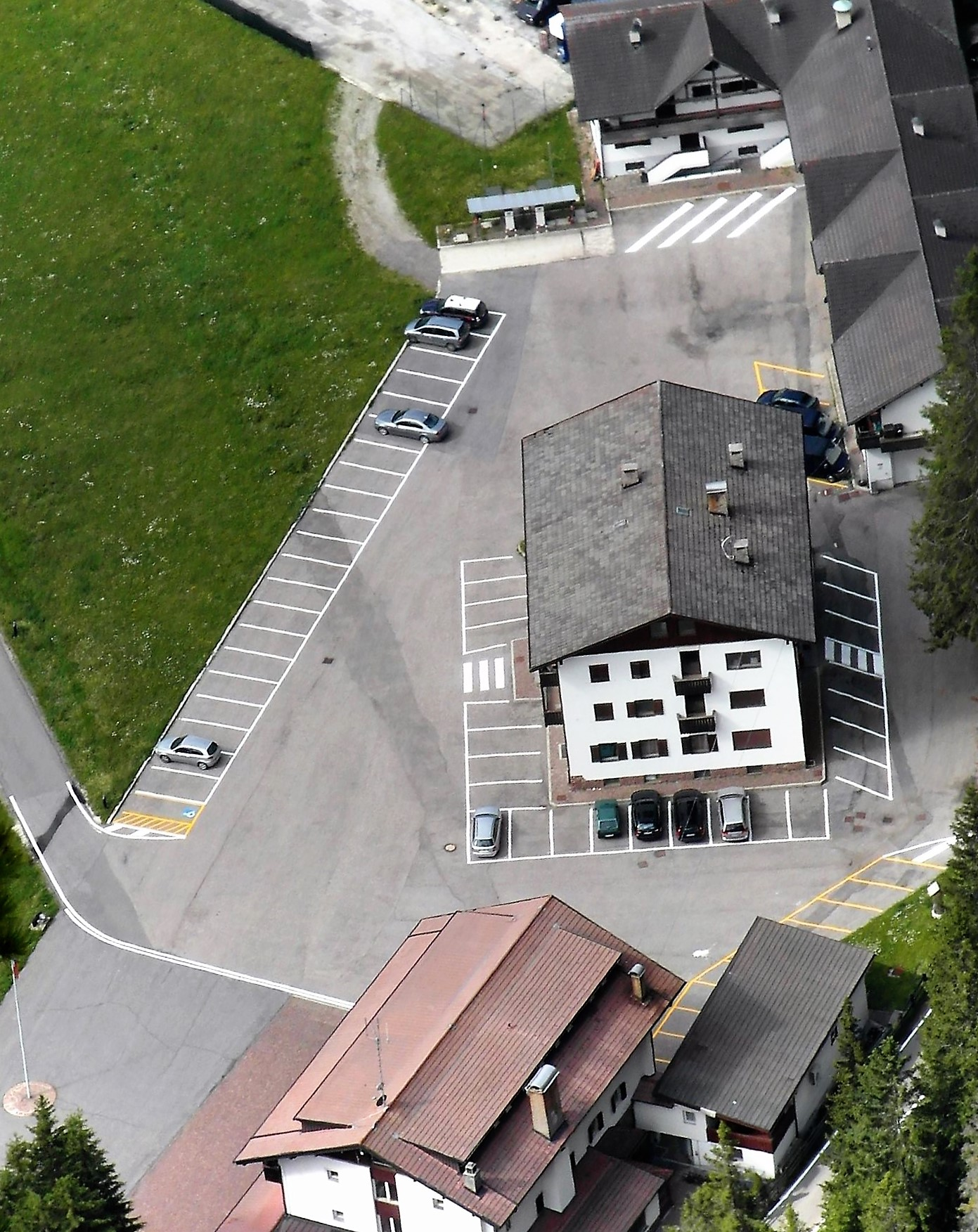
La sede della scuola vista dall'alto

## Storia
Il 20 settembre del 1965 viene istituita la Scuola Alpina Carabinieri a Trento per l'addestramento dei carabinieri sciatori (già in servizio presso le stazioni di montagna dal 1922). Il 15 ottobre 1968 viene trasferita a Selva di Val Gardena e assume la denominazione attuale. Dal 20 maggio 1970 nella scuola viene istituita una squadra di Soccorso Alpino Antivalanga che si occupa di sovrintendere l'attività addestrativa e di gestire le varie squadre integrate nei reparti territoriali oltre all'intervento su attivazione del Comando generale dell'Arma dei Carabinieri in caso di operazioni su scala nazionale.
Il 1° gennaio 2017 è posto alle dipendenze dell'Ispettorato degli Istituti di Specializzazione, e a seguito dello scioglimento del Corpo forestale dello Stato, assorbe il Distaccamento Alpino di Auronzo di Cadore che provvede alla formazione del personale che effettua servizio Meteomont. Il 17 ottobre 2018 durante la cerimonia per i 50 anni del centro è stata intitolata un'aula didattica a Walter Nones.
Inoltre presso il centro si svolgono regolarmente eventi sportivi di carattere militare.

## Funzioni
Le funzioni della scuola sono:
- Addestramento del personale qualificato come sciatore[9] e/o rocciatore[10];
- Formazione e aggiornamento giuridico e teorico-pratico del personale addetto alle attività di polizia in montagna[11];
- Formazione e aggiornamento del personale forestale[12] addetto al servizio Meteomont[13];
- Supervisione delle squadre di soccorso alpino e delle squadre antivalanga dei reparti territoriali;
- Concorso alle operazioni di soccorso tecnico a livello nazionale;
- Addestramento delle unità cinofile antivalanga[14].

Inoltre presso la scuola è presente la sezione sport invernali del Centro Sportivo Carabinieri.

## Organizzazione
Il centro è organizzato al livello di Reggimento ed è retto da un Colonnello o un Tenente colonnello.
L'attuale comandante è il Colonnello Nicola Bianchi, subentrato il 15 aprile 2024 a Leonardo Albanesi.